# Sinodòntids
Els sinodòntids (Synodontidae) són una família de peixos teleostis de l'ordre dels Aulopiformes.

## Particularitats
Aquesta família inclou peixos marins, ans que algunes espècies del gènere Harpadon es poden trobar en aïgues salobres. Viuen generalment a prop del fons. Mentre que alguns sinodòntids són solitaris, hi han d'altres que poden formar moles de molts individus. Normalment són peixos de talla menuda, l'espècie més grossa no ultrapassant els 60 cm de llargada.

## Subfamílies i gèneres
- HarpadontinaeHarpadon microchir
  - Harpadon
    - Harpadon erythraeus Klausewitz, 1983
    - Harpadon microchir Günther, 1878
    - Harpadon nehereus (Hamilton, 1822)
    - Harpadon squamosus (Alcock, 1891)
    - Harpadon translucens Saville-Kent, 1889

  - SauridaSaurida undosquamis
    - Saurida argentea Macleay, 1881
    - Saurida brasiliensis Norman, 1935
    - Saurida caribbaea Breder, 1927
    - Saurida elongata (Temminck & Schlegel, 1846)
    - Saurida filamentosa Ogilby, 1910
    - Saurida flamma Waples, 1982
    - Saurida gracilis (Quoy & Gaimard, 1824)
    - Saurida grandisquamis Günther, 1864
    - Saurida isarankurai Shindo & Yamada, 1972
    - Saurida longimanus Norman, 1939
    - Saurida microlepis Wu & Wang, 1931

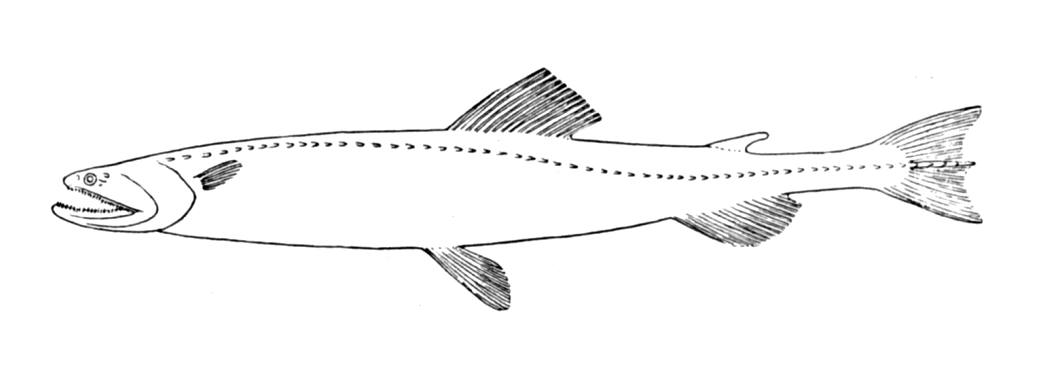
Harpadon microchir

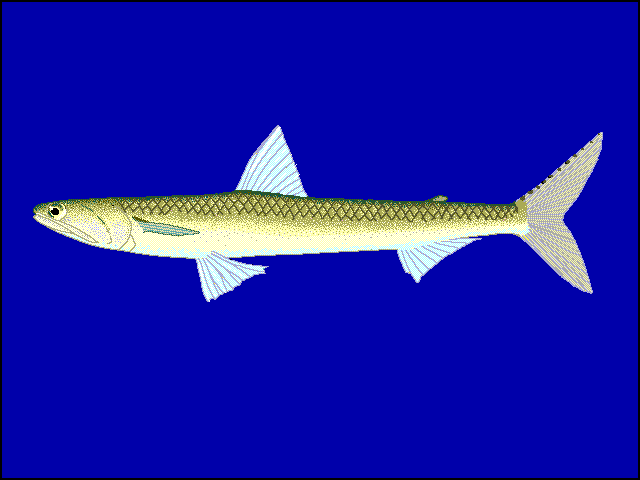
Saurida undosquamis

    - Saurida micropectoralis Shindo & Yamada, 1972

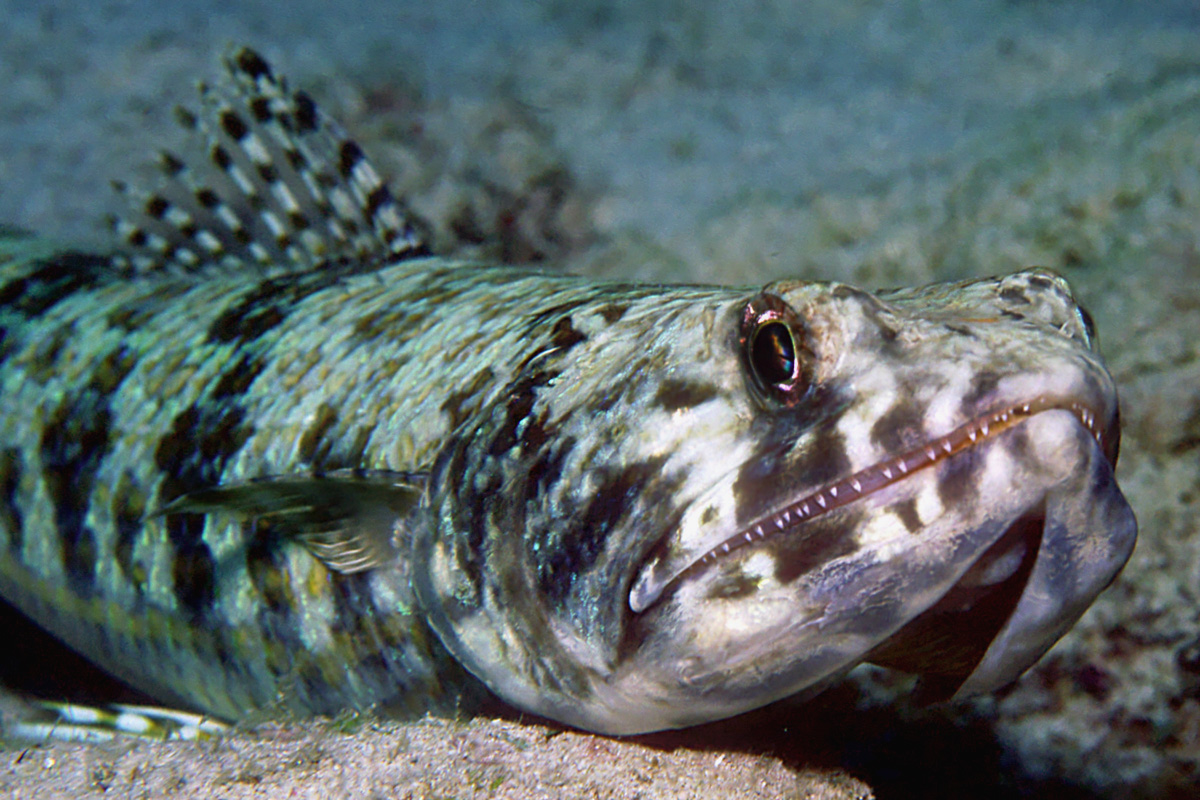
Synodus intermedius

    - Saurida nebulosa Valenciennes, 1850
    - Saurida normani Longley, 1935
    - Saurida pseudotumbil Dutt & Sagar, 1981
    - Saurida suspicio Breder, 1927
    - Saurida tumbil (Bloch, 1795)
    - Saurida umeyoshii Inoue & Nakabo, 2006.
    - Saurida undosquamis (Richardson, 1848)
    - Saurida wanieso Shindo & Yamada, 1972
- Synodontinae
  - SynodusSynodus intermedius
    - Synodus amaranthus Waples & Randall, 1988
    - Synodus binotatus Schultz, 1953
    - Synodus capricornis Cressey & Randall, 1978
    - Synodus dermatogenys Fowler, 1912
    - Synodus doaki Russell & Cressey, 1979
    - Synodus englemani Schultz, 1953
    - Synodus evermanni Jordan & Bollman, 1890
    - Synodus falcatus Waples & Randall, 1988
    - Synodus foetens (Linnaeus, 1766)
    - Synodus fuscus Tanaka, 1917
    - Synodus gibbsi Cressey, 1981
    - Synodus hoshinonis Tanaka, 1917
    - Synodus indicus (Day, 1873)Synodus saurus
    - Synodus intermedius (Spix & Agassiz, 1829)
    - Synodus jaculum Russell & Cressey, 1979
    - Synodus janus Waples & Randall, 1988
    - Synodus kaianus (Günther, 1880)
    - Synodus lacertinus Gilbert, 1890
    - Synodus lobeli Waples & Randall, 1988
    - Synodus lucioceps (Ayres, 1855)
    - Synodus macrocephalus Cressey, 1981
    - Synodus macrops Tanaka, 1917
    - Synodus marchenae Hildebrand, 1946
    - Synodus oculeus Cressey, 1981
    - Synodus poeyi Jordan, 1887
    - Synodus randalli Cressey, 1981

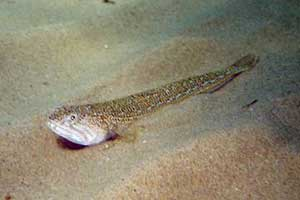
Synodus saurus

    - Synodus rubromarmoratus Russell & Cressey, 1979

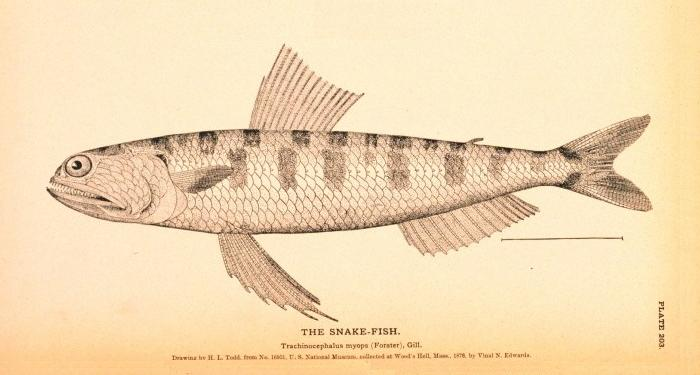
Trachinocephalus myops

    - Synodus sageneus Waite, 1905
    - Synodus saurus (Linnaeus, 1758)
    - Synodus scituliceps Jordan & Gilbert, 1882Trachinocephalus myops
    - Synodus sechurae Hildebrand, 1946
    - Synodus similis McCulloch, 1921
    - Synodus synodus (Linnaeus, 1758)
    - Synodus tectus Cressey, 1981
    - Synodus ulae Schultz, 1953
    - Synodus usitatus Cressey, 1981
    - Synodus variegatus (Lacepède, 1803)

  - Trachinocephalus
    - Trachinocephalus myops (Forster, 1801)